# John Howard (oficial britànic)
El Major Reginald John Howard DSO (8 de desembre de 1912 – 5 de maig de 1999) va ser un oficial de l'Exèrcit britànic que encapçalà un assalt en planadors sobre dos ponts entre Bénouville i Ranville a Normandia, França, el 6 de juny de 1944, com a part dels desembarcaments del Dia-D durant la Segona Guerra Mundial. Aquests ponts travessaven el Canal de Caen i l'adjacent riu Orne (a uns 500 metres a l'est), i que eren vitals per a l'èxit dels desembarcaments del Dia-D. Des de la guerra el pont sobre el canal ha passat a anomenar-se Pont Pegàs, com a tribut als homes que van capturar-lo, mentre que el pont sobre el riu Orne es coneix com el Pont Horsa, pels planadors Horsa que transportaren les tropes als ponts.
Howard inicialment s'allistà a l'exèrcit britànic abans de la guerra, servint com a soldat ras i com a sots-oficial durant sis anys abans de llicenciar-se el 1938 i ingressar a la Policia de la ciutat d'Oxford. El 1939 va ser reclamat a l'exèrcit després de l'esclat de la guerra, ascendint ràpidament a l'escalafó fins a ser sergent major de regiment a la Infanteria Lleugera King's Shropshire. El 1940 va rebre el despatx com a tinent de segona, ascendint el 1942 a Major, rebent el comandament de la Companyia D del 2n Batalló de la Infanteria Lleugera d'Oxfordshire i Buckinghamshire. Abans del Dia-D, la companyia de Howard va ser escollida per portar a terme l'assalt sobre els ponts de Caen i l'Orne, rebent personalment la responsabilitat del seu entrenament i de planejar l'assalt. Durant el Dia-D dirigí la companyia amb un cop de mà d'èxit que aconseguí controlar els ponts i mantenir-los fins a ser rellevats. Després del Dia-D, Howard comandà la seva companyia fins al setembre de 1944, quan van ser retirats del front. A causa de les ferides causades en un accident automobilístic al novembre de 1944 ja no va participar en cap altra operació de la guerra i va ser declarat invàlid per a l'exèrcit el 1946. Posteriorment va ser funcionari fins que es retirà el 1974.
El seu paper en l'assalt sobre els ponts ha estat detallat en molts llibres i pel·lícules des de la guerra, i després de retirar-se donà diverses conferències a Europa i als Estats Units sobre tàctiques i sobre el mateix assalt.

## Joventut
Reginald John Howard va néixer el 8 de desembre de 1912, fill de Jack i Ethel Howard, que vivien al West End londinenc. Era el major de 9 germans en el si d'una família de classe treballadora. El seu pare treballava com a boter a una fàbrica de cervesa després de servir a les trinxeres franceses durant la I Guerra Mundial. Durant els seus anys d'escola va ser boy scout, sent a més un bon estudiant i guanyà una beca per assistir a l'educació secundària. Però la situació econòmica en aquella època era molt dura i va amb 14 anys va haver de posar-se a treballar a jornada completa, treballant amb un broker. Malgrat això, continuà estudiant de nit i continuà als scouts. El 1931, però, es trobà a l'atur, després que l'empresa per a la que treballava va haver de tancar.
El 1932 Howard s'allistà a l'exèrcit i va realitzar el campament a Shewsbury, sent destinat a la Infanteria Lleugera King's Shropshire. Va excel·lir en l'entrenament físic i va tenir bons resultats en els exàmens de l'exèrcit. Va ser oficinista de la companyia i posteriorment instructor d'entrenament físic. A causa de la seva educació sol·licità una comissió, però va ser rebutjat, sent promogut a caporal.
El setembre del 1938 va ser llicenciat de l'exèrcit, després d'haver-hi servit durant sis anys, i ingressà a la policia d'Oxford. El 28 d'octubre de 1939 va casar-se amb Joy Bromley, amb qui s'havia conegut el 1936 i amb la que tingué dos fills, Terry i Penny.
El 2 de desembre de 1939, després de l'esclat de la guerra, tornà a la Infanteria Lleugera King's Shropshire com a caporal, tot i que poc després va ser promogut a Sergent Major de Companyia, i cinc mesos després va ser promogut a Sergent Major Regimental. Se li oferí la possibilitat de rebre una comissió i anà a la 166a Unitat d'Entrenament de Cadets per Oficials a mitjans de 1940. En graduar-se a mitjans de 1940 va rebre el despatx de tinent de segona al 2n batalló Infanteria Lleugera Oxfordshire i Buckinghamshire (Ox & Bucks) el 9 de novembre de 1940. Va ser promogut a capità comandant una companyia. Quan els Ox & Bucks van ser convertits a forces aerotransportades el 1942, Howard es presentà voluntari, acceptant ser degradat a tinent i comandant una secció. Posteriorment tornaria a ser promogut, sent nomenat major al maig de 1942 i sent comandant de la Companyia D.

## El Dia-D
El riu Orne era el flanc oriental dels Aliats als desembarcaments de Normandia el 6 de juny de 1944. El control d'ambdós ponts era vital car les forces aliades necessitaven l'Orne com a barrera geogràfica contra un contraatac immediat de les tropes alemanyes, i perquè s'accedia a una carretera lateral que asseguraria els subministraments per la  6a Divisió Aerotransportada des de Sword Beach, que havia saltat a l'est de Caen: era vital que els paracaigudistes rebessin subministraments de munició, combustible i racions per tal que poguessin protegir el flanc esquerre. A més, calia capturar intactes els ponts perquè poguessin servir com a sortida des de les platges quan els Aliats avancessin.

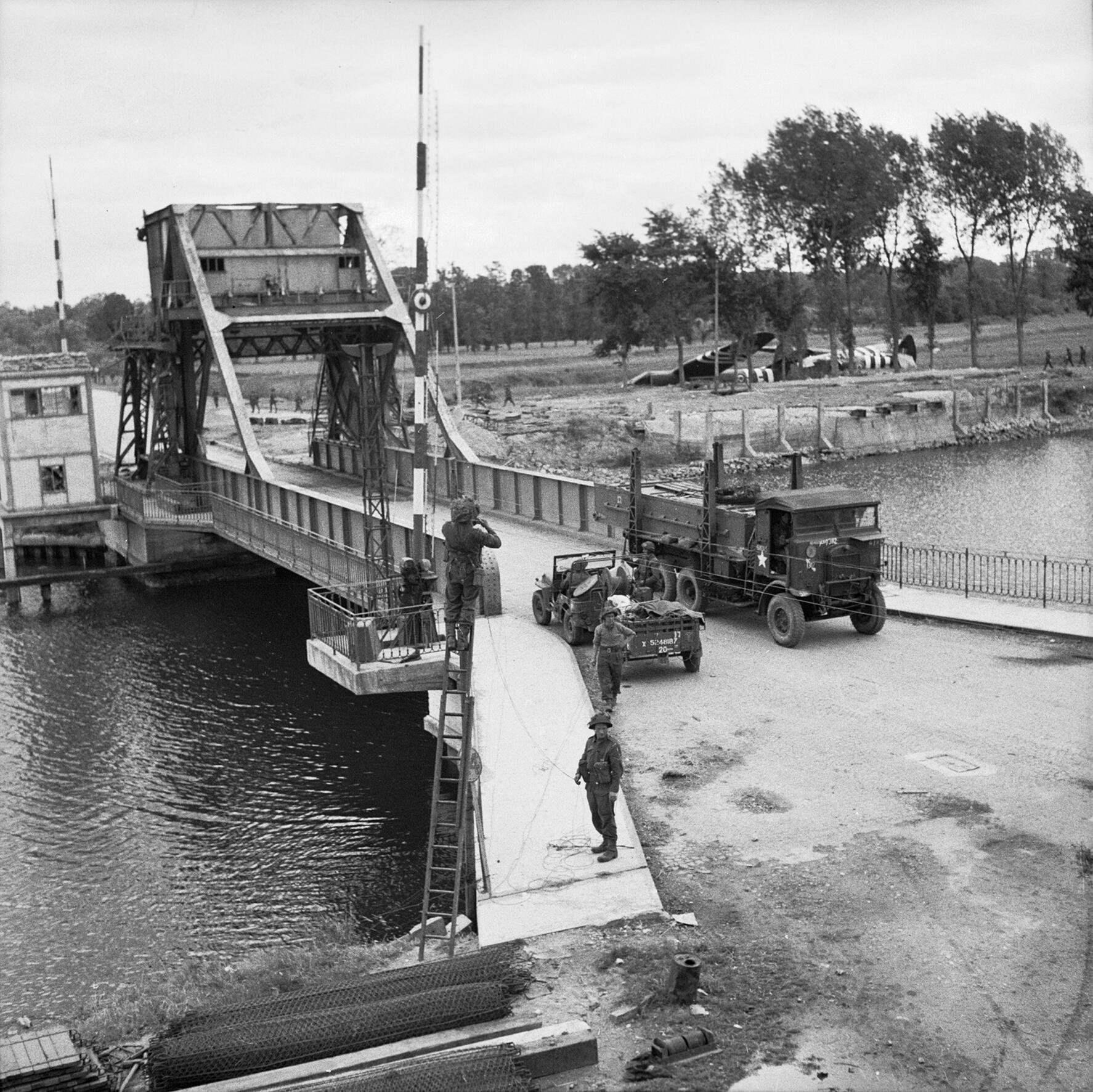
El Pont Pegasus al 1944.

Howard comandà la companyia D i un destacament d'enginyers en un assalt amb planadors realitzat durant la matinada del 6 de juny de 1944. Tres planadors, cadascun portant 28 soldats (en total 90 homes, pilots inclosos) van retallar la part superior d'un grup d'àlbers que vorejaven un petit camp, rebotant fins a aturar-se molt a prop un de l'altre, a les 00:16. Tots els planadors van aturar-se de cop, gairebé a sobre dels seus objectius– el morro estava “enterrat en fil ferro espinós i gairebé sobre el pont”, segons un soldat -. Les tropes d'assalt atacaren els seus objectius des del moment en què sortiren dels planadors. Els defensors gairebé no van tenir temps de reaccionar, tot i que intentaren defensar la posició (alguns van ser sorpresos dormint als seus pous de tirador). Només un soldat va poder disparar una pistola de bengales per intentar alertar els soldats del pont de l'Orne, a uns centenars de metres, però per quan disparà, l'altre pont ja havia estat capturat. No van tenir temps per intentar destruir el pont, i encara que l'haguessin tingut, els explosius no havien estat posats a lloc.
Com a mínim dos mitja
 tracció alemanys d'una companyia d'enginyers, conjuntament amb panzergrenadiers, intentaren atacar el pont a la 01:30, però el primer vehicle va ser destruït amb un PIAT. Els altres panzers van creure que s'enfrontaven a una força enemiga major armada amb un canó antitanc de 6 lliures i es retiraren immediatament. Durant les primeres hores del Dia-D arribà un contraatac més poderós, quan el quarter general de la divisió s'adonà que els ponts havien estat capturats intactes. Però per a llavors, Howard i les seves tropes havien estat reforçar amb tropes paracaigudistes i un destacament de commandos encapçalats per Lord Lovat, qui marxà cap al pont al so de la gaita de Bill Millin. Amb aquests reforços, van poder mantenir el Pont Pegasus davant un contraatac de la 21a Divisió Panzer, molt reforçats per artilleria.
Després de l'atac contra els ponts del Dia-D, en lloc de ser retirats del front per començar l'entrenament per a futures operacions, la Companyia D va ser utilitzada com una companyia d'infanteria qualsevol. Howard va ser recomanat per rebre l'Orde del Servei Distingit pel seu lideratge durant la captura dels ponts, el 16 de juliol de 1944, Howard la va rebre de mans del mariscal Montgomery, tot i que no se li concedí oficialment fins al 31 d'agost. La Companyia D restà combatent a Normandia fins al 5 de setembre de 1944.
En tornar a Bulford, Howard començà a reformar i reorganitzar la seva companyia per a futures operacions. No havien estat retirats del front amb prou antelació per participar en l'operació Horta, i al final es decidí no realitzar un assalt per cop de mà sobre els pont de Nimega i Arnhem. Malgrat això, Howard començà el procés d'entrenar la Companyia D amb l'objectiu de tornar al combat, però no va poder ser. El 13 de novembre de 1944 va patir un accident de circulació, quedant malferit. Ja no tornaria a participar en la guerra i restà a l'hospital fins al març de 1945. La Companyia D, però, va anar al front per participar en la batalla de les Ardenes i travessaria el Rin a l'operació Universitat.

## Darrers anys

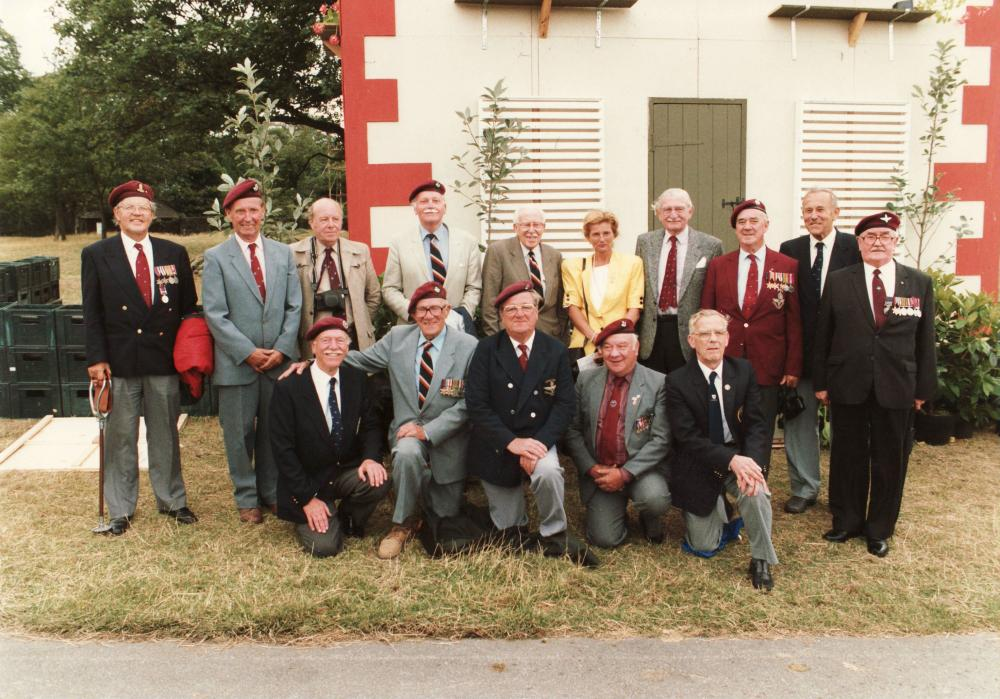
Veterans de Normandia, entre ells es troba el major Howard, el 1982

El 1946, malgrat que volia seguir a l'Exèrcit, Howard va ser declarat invàlid per a l'Exèrcit de resultes de les ferides patides a l'accident, i va treballar pel Ministeri d'Agricultura. El 1954 va rebre la Creu de Guerra amb Palma del govern francès. El 6 de juny de 1959 Cornelius Ryan publicà The Longest Day, on es detallava l'assalt sobre els ponts realitzat per la Companyia D. El 1962, la captura dels ponts apareixeria a la pel·lícula El dia més llarg, basada en el llibre de Ryan, i amb Richard Todd interpretant a Howard (Richard Todd va participar en el Dia D, servint en el 7è Batalló Paracaigudista) El 1985, Stephen Ambrose publicà un llibre sobre l'assalt als ponts, titulat Pegasus Bridge.
El 1974 Howard es retirà del funcionariat i es traslladà amb la seva esposa al poble de Burcot, a prop d'Oxford. Posteriorment es mudaria a una casa de camp a Surrey, i el 1986 va morir la seva esposa Joy. Malgrat això, durant els seus darrers anys Howard tornà a Normandia cada 6 de juny per dipositar una corona on van aterrar els planadors i participà en la creació i el manteniment d'un museu de les forces aèries prop del pont. També realitzà conferències pels cadets a Suècia, als Estats Units i a diversos països més de l'OTAN. Durant la dècada de 1960 Howard va conèixer i va fer amistat amb Hans von Luck, un oficial superior de la 21a Panzer que no va poder auxiliar en la defensa del Pont Pegasus el 6 de juny.
John Howard va morir el 5 de maig de 1999, als 86 anys. El nou museu Memorial Pegasus va ser inaugurat pel Príncep de Gal·les el 4 de juny del 2000. El 2006, la seva filla Penny publicà els papers privats de Howard, titulats Pegasus Diaries.

## Dates de promoció
Sergent Major de Companyia - 1939

 Sergent Major Regimental - 1940

 Tinent de segona – 9 de novembre de 1940

 Tinent –

 Capità (13 d'agost de 1942)

 Major (13 d'agost de 1940)

## Condecoracions
Orde del Servei Distingit
 Estrella de 1939-45
 Estrella de França i Alemanya
 Medalla de la Guerra 1939-1945
 Creu de Guerra amb Palma (França)